# شهرستان نوفشاتو (بلژیک)
شهرستان نوفشاتو (به فرانسوی: Neufchâteau) در استان لوکزامبورگ  در منطقه فدرال والوون در کشور بلژیک واقع شده‌است.

## شهرها
1. برتریکس
2. بویون بلژیک
3. دوردیس
4. اربومون
5. لگلیز
6. لیبن
7. لیبرمن-شوینی
8. نوفشتو
9. پلیزو
10. سن-اوبر
11. تلن
12. وولن